# Comté de Lacombe
Pour les articles homonymes, voir Lacombe.
Le comté de Lacombe (anglais : Lacombe County) est un district municipal de 10,312 habitants en 2011, situé dans la province d'Alberta, au Canada.

## Villes et municipalités
Cités
- Lacombe

Bourgs
- Bentley
- Blackfalds
- Eckville

Villages
- Alix
- Clive

Villages d'été
- Birchcliff
- Gull Lake
- Half Moon Bay
- Sunbreaker Cove

Hameaux
- Haynes
- Joffre
- Mirror
- Morningside
- Tees

Localités
- Alix South Junction
- Aspen Beach
- Birch Bay
- Brighton Beach
- Brook
- Bullocksville
- Burbank
- Chigwell
- Coghill
- Deer Ridge Estates
- Delaney
- Ebeling Beach
- Farrant
- Forshee
- Gilby
- Heatburg
- Hespero
- Jackson
- June
- Kasha
- Kootuk
- Kuusamo Krest
- Lamerton
- Lochinvar
- Lockhart
- McLaurin Beach
- New Saratoga Beach
- PBI
- Prentiss
- Rosedale
- The Breakers
- Wilson Beach
- Woody Nook

## Démographie
| 2001   | 2006   | 2011   | 2016   |
| ------ | ------ | ------ | ------ |
| 10 572 | 10 451 | 10 307 | 10 343 |